# Lijst van Landkreise en kreisfreie steden in Thüringen
Dit is een lijst van Landkreise en kreisfreie steden in Thüringen.

## Opbouw
Onderstaande lijst is als volgt opgebouwd:
- Kreis, kreisfreie Stadt: naam van de Landkreis respectievelijk kreisfreie stad
- Kreisstadt: naam van de Kreisstad: Bij de kreisfreise steden is deze cel leeg
- Wapen: officiële wapen van de Kreis respectievelijk kreisfreie stad
- Reg.-Bez., Ligging: Regierungsbezirk en positiekaart van de Kreis respectievelijk kreisfreie stad binnen de deelstaat Thüringen
- Kenteken: kentekens van de plaatselijke overheid
- Inwoners: inwonertal van de Landkreis respectievelijk kreisfreie stad[1]
- Oppervlakte: oppervlakte van de Landkreis respectievelijk kreisfreie stad in vierkante kilometers (km²)[2]
- Inw/km²: bevolkingsdichtheid in inwoner per vierkante kilometer
- Afbeelding: een typische afbeelding van de regio, waarmee de desbetreffende Landkreis respectievelijk kreisfreie stad identificeert wordt

## Overzicht
| Landkreis/ kreisfreie Stadt | Kreisstadt     | Wapen     | Reg.-Bez. Ligging | Kenteken(s)       | Inwoners (31-12-2020) | Oppervlakte (in km²) | Inw./km² | Afbeelding                                  |
| --------------------------- | -------------- | --------- | ----------------- | ----------------- | --------------------- | -------------------- | -------- | ------------------------------------------- |
| Altenburger Land            | Altenburg      |           |                   | ABG, SLN          | 88.356                | 569,39               | 155      | Rote Spitzen von Altenburg                  |
| Eichsfeld                   | Heiligenstadt  |           |                   | EIC, HIG, WBS     | 99.463                | 943,06               | 105      | Eichsfeld bei Ecklingerode                  |
| Erfurt (kreisfreie Stadt)   |                |           |                   | EF                | 213.692               | 269,91               | 792      | Erfurter Dom und Severikirche               |
| Gera (kreisfreie Stadt)     |                |           |                   | G                 | 92.126                | 152,18               | 605      | Gera-Untermhaus                             |
| Gotha                       | Gotha          |           |                   | GTH               | 134.563               | 936,08               | 144      | Orangerie in Gotha                          |
| Greiz                       | Greiz          |           |                   | GRZ, ZR           | 96.668                | 845,95               | 114      | Osterburg in Weida                          |
| Hildburghausen              | Hildburghausen |           |                   | HBN               | 62.656                | 938,41               | 67       | Bertholdsburg Schleusingen                  |
| Ilm-Kreis                   | Arnstadt       |           |                   | IK, ARN, IL       | 105.606               | 805,11               | 131      | Technikum Ilmenau                           |
| Jena (kreisfreie Stadt)     |                |           |                   | J                 | 110.731               | 114,77               | 965      | Blick auf Jena mit dem JenTower             |
| Kyffhäuserkreis             | Sondershausen  |           |                   | KYF, ART, SDH     | 73.522                | 1.037,90             | 71       | Kyffhäuserdenkmal                           |
| Nordhausen                  | Nordhausen     |           |                   | NDH               | 82.456                | 712,93               | 116      | Altstadt von Nordhausen                     |
| Saale-Holzland-Kreis        | Eisenberg      |           |                   | SHK, EIS, SRO     | 82.816                | 815,26               | 102      | Leuchtenburg bei Kahla                      |
| Saale-Orla-Kreis            | Schleiz        |           |                   | SOK, LBS, PN, SCZ | 79.632                | 1.151,32             | 69       | Bleilochtalsperre                           |
| Saalfeld-Rudolstadt         | Saalfeld       |           |                   | SLF, RU           | 102.139               | 1.008,77             | 101      | Feengrotten in Saalfeld                     |
| Schmalkalden-Meiningen      | Meiningen      |           |                   | SM, MGN           | 124.241               | 1.251,17             | 99       | Zella-Mehlis                                |
| Sömmerda                    | Sömmerda       |           |                   | SÖM               | 69.107                | 806,88               | 86       | Rathaus Sömmerda                            |
| Sonneberg                   | Sonneberg      |           |                   | SON, NH           | 57.044                | 460,84               | 124      | Rathaus Sonneberg                           |
| Suhl (kreisfreie Stadt)     |                |           |                   | SHL               | 36.395                | 141,62               | 257      | Marktplatz in Suhl mit Waffenschmieddenkmal |
| Unstrut-Hainich-Kreis       | Mühlhausen     |           |                   | UH, LSZ, MHL      | 101.698               | 979,68               | 104      | Baumkronenpfad im Hainich                   |
| Wartburgkreis               | Bad Salzungen  |           |                   | WAK, EA, SLZ      | 159.937               | 1.371,15             | 117      | Gradierwerk in Bad Salzungen                |
| Weimar (kreisfreie Stadt)   |                |           |                   | WE                | 65.098                | 84,48                | 771      | Nationaltheater                             |
| Weimarer Land               | Apolda         |           |                   | AP, APD           | 82.291                | 804,47               | 102      | Rathaus und Markt in Apolda                 |
| Thüringen                   | Thüringen      | Thüringen | Thüringen         | Thüringen         | 2.120.237             | 16.202,33            | 131      |                                             |